# Klaprothia
Klaprothia es un género con dos especies de plantas fanerógamas perteneciente a la familia Loasaceae.  Se distribuye desde México a Brasil.

## Descripción
Son hierbas anuales, erectas a rastreras; con tallos estrigosos, los tricomas con barbas diminutas. Hojas opuestas, elípticas a lanceoladas, de 2–8 cm de largo y 0.8–3.5 cm de ancho, ápice acuminado, base cuneada, margen serrado, estrigosas. Inflorescencias tirsoides, compuestas de pocos dicasios y monocasios, pedicelo 0.7–4 mm de largo, hipanto angostamente cilíndrico a obovoide, hirsuto-híspido, tricomas con barbas diminutas; lobos calicinos 4, triangulares, 0.7–1 mm de largo; pétalos 4, cuculados, 0.7–1.2 mm de largo, blancos; estambres en fascículos de 1–3 opuestos a los pétalos, estaminodios 3, 2-lobados con apéndices clavados entre los lobos. Cápsula clavada, 0.6–0.9 mm de largo y 1–1.5 mm de ancho, hirsuto-híspida, los tricomas con barbas diminutas, sépalos persistentes, estilo ausente en el fruto, valvas espiraladamente retorcidas y el fruto abriéndose apicalmente a lo largo de 4 suturas; semillas 5–9 (–20).

## Taxonomía
El género fue descrito por Carl Sigismund Kunth y publicado en Nova Genera et Species Plantarum (folio ed.) 6: 96. 1823.   La especie tipo es: Klaprothia mentzelioides Kunth

## Especies aceptadas
A continuación se brinda un listado de las especies del género Klaprothia  aceptadas hasta septiembre de 2014, ordenadas alfabéticamente. Para cada una se indica el nombre binomial seguido del autor, abreviado según las convenciones y usos.	
- Klaprothia fasciculata (C.Presl) Poston
- Klaprothia mentzelioides Kunth